# Буа-Блан
Буа-Блан, или Бой-Бланк (англ. Bois Blanc Island) — обитаемый остров на озере Гурон (Великие озёра) в Соединённых Штатах Америки, один из четырёх островов пролива Макино, соединяющий между собой два озера — Гурон и Мичиган. Находится в штате Мичиган.
Площадь острова 91,4 км².
Буа-Блан с французского языка означает «белое дерево», что является отсылкой либо к бумажной березе, либо, что более вероятно, американской липе.